# محمد دهش

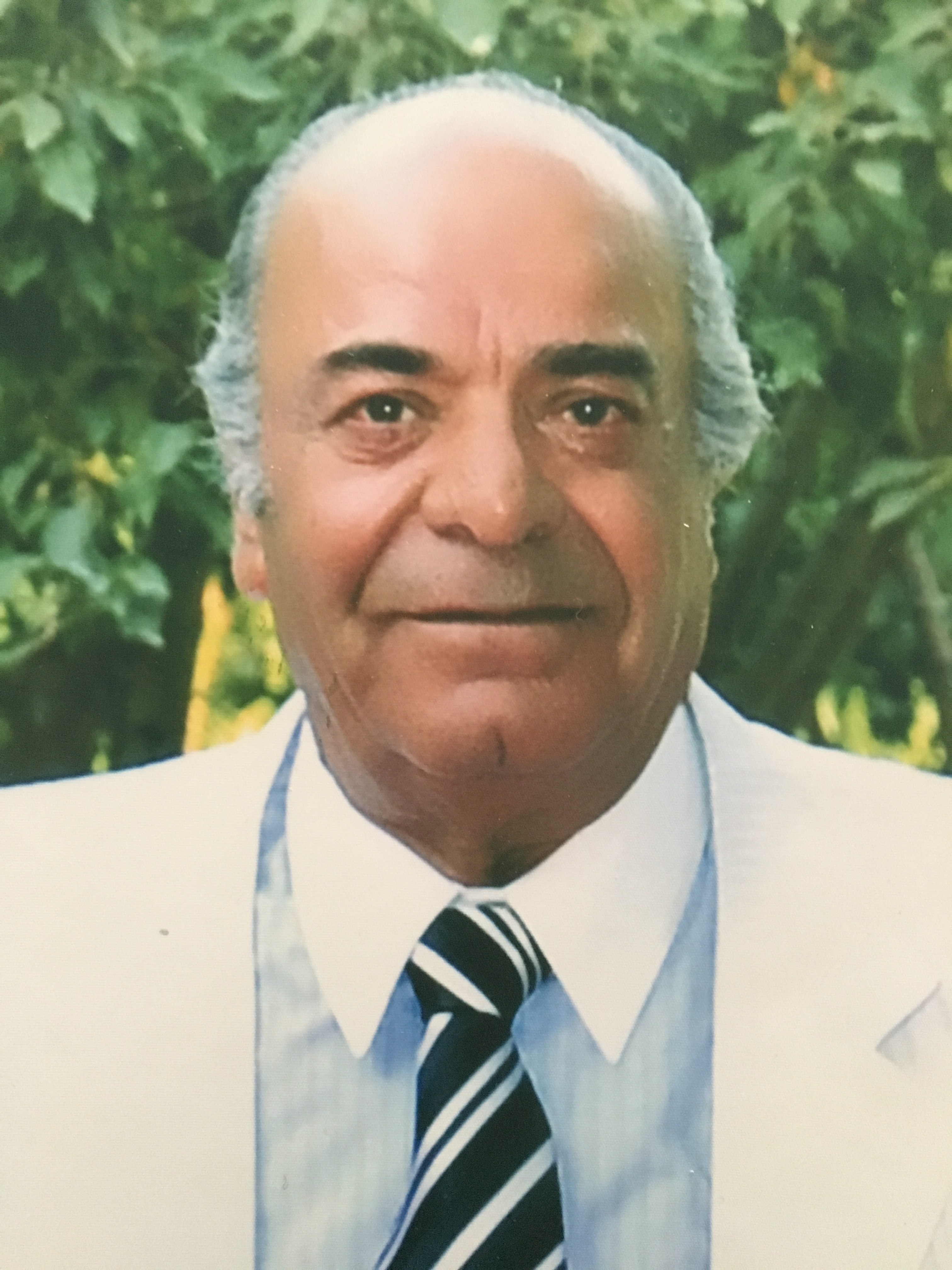

محمد دهش (زاده‌ ۲۶ تیر ۱۳۱۷ کرمان – درگذشت در ۲۹ شهریور ۱۳۹۶ کرمان)، شهردار تهران، فعال مدنی و اجتماعی، حقوقدان و نویسنده ایرانی بود. وی دارای مدال خدمت و نشان شهر در عرصه عمران شهری از محمدرضا پهلوی و از نزدیکان، همفکران و همکاران غلامرضا نیک‌پی در اداره‌ شهر تهران بود. طبق مدارک موجود در مؤسسه مطالعات تاریخ معاصر ایران و سازمان اسناد ملی ایران و مرکز بررسی اسناد تاریخی وزارت اطلاعات، از «محمد دهش» به عنوان آخرین استاندار در فهرست استانداران کرمان قبل از انقلاب ایران در سال ۱۳۵۷ نام برده می‌شود، اما او پیشنهاد استانداری را از سوی دکتر شاپور بختیار نپذیرفت و هیچ‌گاه بر کرسی استانداری کرمان تکیه نزد.
نسب وی بر اساس وقف نامه موجود به بماناد خانم مستوره دختر ملک توران شاه یکم حاکم کرمان در عصر سلجوقی و بانی مسجد ملک در کرمان می رسد. [۱] 

## زندگی‌نامه و تحصیلات
محمد دهش، فرزند ارشد عبدالله دهش، از مشایخ سلسله نعمت‌اللهی و از معاریف و بزرگان این سلسله و از اساتید عرفان و تصوف در کرمان بود. عبدالله دهش کرمانی علاوه بر مناصب مهم در دادگستری کرمان و موقعیت‌های برجسته اجتماعی و فرهنگی، سالها ریاست انجمن ادبی خواجوی کرمانی را برعهده داشت و از سال ۱۳۳۵ تا سال ۱۳۶۶ ه‍.ش شیخ خانقاه نعمت‌اللهی کرمان بود و در این مدت به ترویج عرفان و تصوف اسلامی و نشر آراء و اندیشه‌های مکتب شاه نعمت‌الله ولی پرداخت. [۲]
محمد دهش تحت توجهات پدرش، تحصیلات ابتدایی و دبیرستان را در کرمان به اتمام رساند و در سال ۱۳۳۵ بنا بر سفارش پدر، توسط جواد نوربخش، پیر سلسله نعمت‌اللهی به فقر نعمت‌اللهی و سیر و سلوک عرفانی وارد شد. وی بعدها از سال ۱۳۷۴ هجری شمسی به عنوان شیخ سیّار از طرف دکتر جواد نوربخش مأذون به دستگیری طالبان طریقت نعمت اللهیه شد و افراد زیادی در ایران و خارج از ایران به دست وی به فقر نعمت‌اللهی وارد شدند. [۳]
محمد دهش پس از اخذ دیپلم، در سال ۱۳۳۷ به استخدام وزارت دادگستری درآمد و در کادر اداری دادگستری کرمان مشغول به خدمت شد و همزمان در کنار فعالیت دادگستری به همراه پدرش، مزرعه صفائیه (تلمبه دهش) را در حومه کرمان بنیان گذاشت.[۴]
وی در سال ۱۳۴۲ با کسب رتبه دوم، در امتحان ورودی دانشکده حقوق دانشگاه تهران پذیرفته شد و در آبان ماه سال ۱۳۴۶ با ارائه پایان‌نامه ای تحت عنوان (روابط مالی زوجین از نظر فقه و حقوق مدنی)، به راهنمایی محمد سنگلجی استاد دروس فقه و اصول و قواعد فقه و قضا در اسلام فارغ‌التحصیل و موفق به اخذ لیسانس حقوق قضایی از دانشگاه تهران شد.[۵]

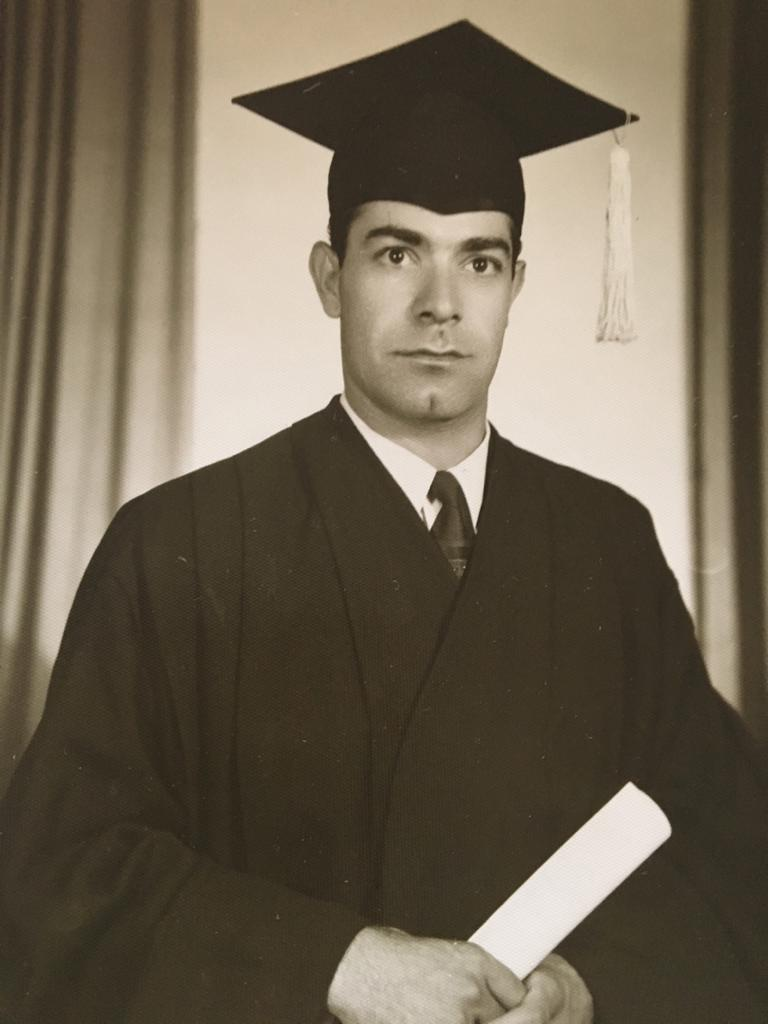
عکس فارغ‌التحصیلی محمددهش در رشته حقوق قضایی از دانشگاه تهران در سال ۱۳۴۶.

محمددهش در سال ۱۳۴۸ پس از یازده سال خدمت در وزارت دادگستری از آخرین پست سازمانی خود به عنوان نماینده دادستان تهران در حوزه وظیفه عمومی استعفا داد و بنا به درخواست غلامرضا نیک‌پی (شهردار تهران) از وزارت دادگستری به شهرداری تهران رفت.[۶]

## بخشی از خدمات و مناصب محمد دهش، قبل از انقلاب ۱۳۵۷
- نماینده دادستان تهران در منطقه وظیفه عمومی.
- رئیس اداره بازرسی شهرداری پایتخت و ریاست اداره آرد و نان تهران.
- معاون و مدیر کل کارگزینی شهرداری پایتخت.
- مدیر عامل سازمان عمران جنوب پایتخت بنا به درخواست فرح پهلوی در طرح ساماندهی جنوب تهران و اسکان بخشی محرومان و مستضعفان.
- مشاور و نماینده نخست‌وزیر در کمیتهٔ ویژهٔ اجرایی، هفتمین دوره مسابقات المپیک آسیایی در تهران در سال ۱۳۵۳(۱۹۷۴).
- شهردار مناطق۱۱، ۱ و ۵ تهران (محدوده بازار و تهران قدیم).[۷]

محمددهش در سال ۱۳۵۲ و در سن ۳۵ سالگی، به عنوان جوان‌ترین و فعال‌ترین شهردار مناطق تهران مورد تجلیل دربار شاهنشاهی قرار گرفت و به پاس خدماتی که در راه پیشرفت امور خدمات و عمران شهری انجام داده بود موفق به دریافت مدال خدمت و نشان شهر از محمدرضا شاه پهلوی شد. وی تا سال ۱۳۵۷ نشانهای افتخار متعددی از جمله نشان یادگار تاج گذاری و نشان همایون را به پاس شایستگی دریافت کرد.

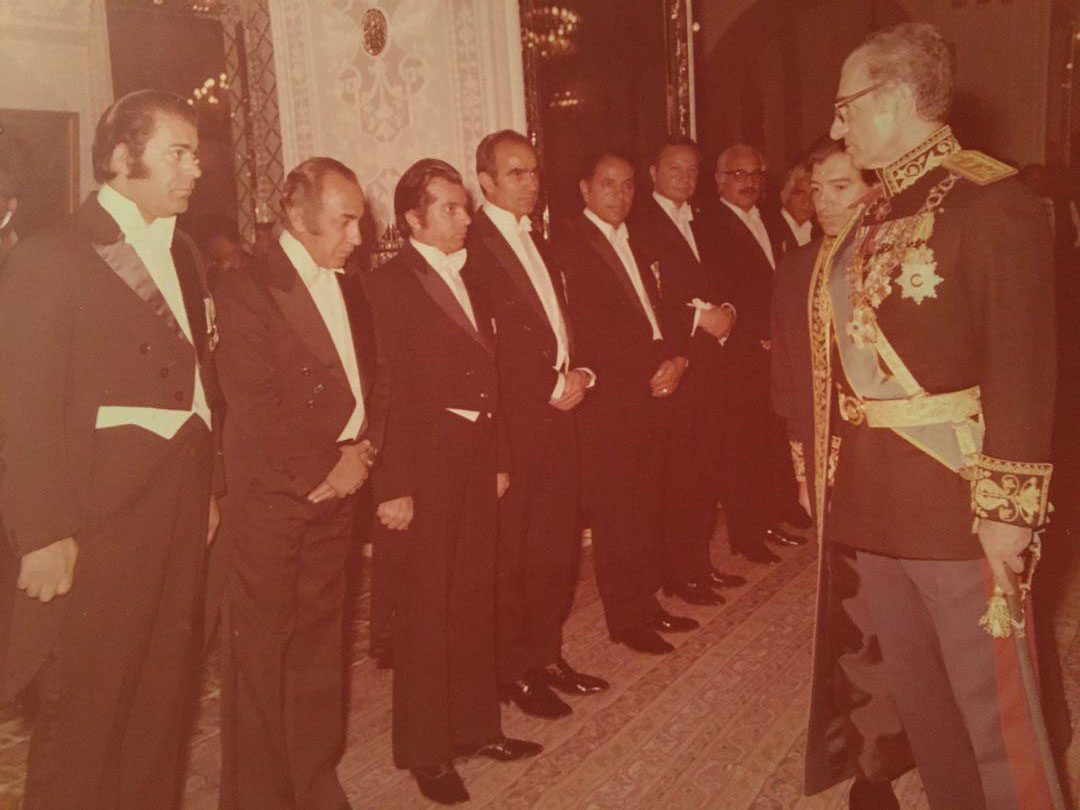
محمددهش در کاخ گلستان، نفر اول از سمت چپ، و سمت راست نفر پشت سر محمدرضاشاه: غلامرضا نیک‌پی، در مراسم سلام نوروزی سال ۱۳۵۶.

در ایام انقلاب و در زمان نخست‌وزیری شاپور بختیار پیشنهاد استانداری کرمان به محمد دهش داده شد امّا در آن ایّام حساس و پرتلاطم بنا بر توصیه پدرش از قبول منصب استانداری کرمان خودداری کرد.

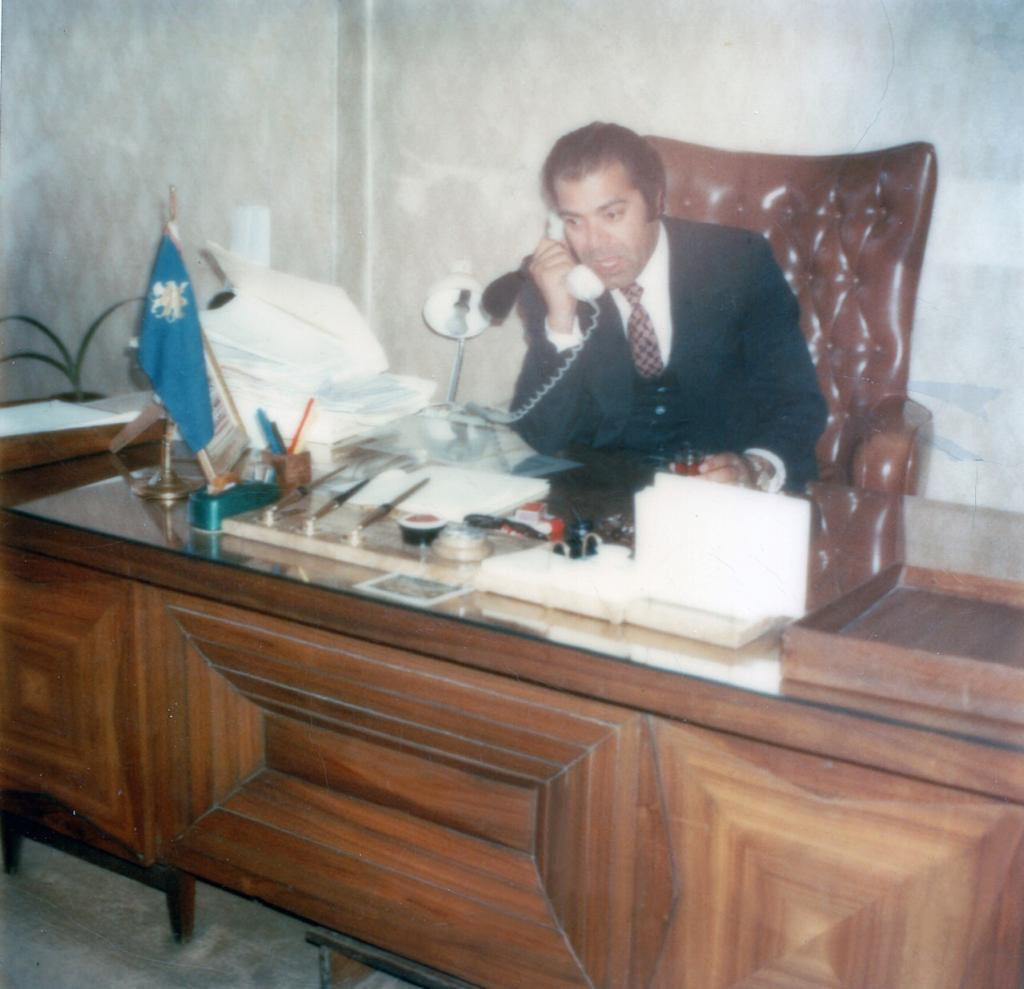

## خدمات محمددهش، پس از انقلاب ۱۳۵۷
محمددهش در ایام پس از انقلاب اسلامی در دادگاه به جرم وابستگی به دربار شاهنشاهی و همکاری با رژیم پهلوی محاکمه و به انفصال کامل از خدمات دولتی محکوم شد. اما سرانجام پس از سال‌ها پیگیری و اعتراض به احکام صادره و با دفاعیات و لوایح ارائه شده به دادگاه، از اتهامات وارده تبرئه و حکم به بازنشستگی ایشان از سوی وزارت کشور داده شد.
محمددهش در دوران پس از انقلاب ۱۳۵۷ بنا بر علاقه اش از گذشته، به فعالیت کشاورزی و احداث باغ در حومه کرمان روی آورد و تا پایان عمر در کنار فعالیت کشاورزی به صورت محدود به امر وکالت دادگستری نیز می‌پرداخت و به عنوان وکیل و مشاور حقوقی فعالیت می‌کرد. وی به مدت پنج سال در دهه شصت، سردفتر اسناد رسمی بود و مدتی هم ریاست خیرین مدرسه ساز استان کرمان را برعهده داشت و خدمات شایسته‌ای در امر مدرسه سازی به خصوص در شهرستان بم پس از زلزله، انجام داد.

## آثار و تألیفات
- آیات ذکر ذات حق تعالی در قرآن مجید، انتشارات مرکز کرمانشناسی، ۱۳۸۸.
- اسطرلاب عشق، آیات هفت وادی عشق در قرآن مجید، انتشارات مرکز کرمانشناسی، ۱۳۹۰.
- دیوان غزلیات عبدالله دهش، با مقدمه محمددهش، ۱۳۷۰.
- حکایتی باقی، شرح احوال، آثار و آراء عرفانی عبدالله دهش کرمانی، همراه با سیری در تصوف کرمان از قاجاریه تا معاصر، با مقدمه محمددهش، انتشارات مرکز کرمانشناسی، ۱۳۸۷.
- شاه نعمت‌الله ولی و مکتب کرمان، با مقدمه محمددهش، انتشارات مولی، ۱۳۹۷.
- مکتب شاه نعمت‌الله ولی بر بلندای تفکر ایرانی، با مقدمه محمددهش، انتشارات مرکز کرمانشناسی، ۱۳۹۹.
- مجموعه مقالات، در زمینه‌های سیاسی، فرهنگی، اجتماعی، حقوقی، ادبی و عرفانی.

## درگذشت
محمد دهش در ۲۹ شهریور ماه سال ۱۳۹۶ در سن ۷۹ سالگی بر اثر ایست قلبی در زادگاه خود درگذشت. پیکر او در مسجد صاحب الزّمان کرمان و در مقبره میرزا محمد رضا کرمانی (معروف به مقبره آیت الله که امروزه در افواه به مقبرة العرفا معروف است)، به خاک سپرده شد.

## پی‌نوشتها
۱- نگاهی به زندگینامه، خاطرات و گزیده ای از مقالات محمد دهش.
۲- بهزادی اندوهجردی، حسین، تذکره شاعران کرمان «ستارگان کرمان»،تهران، دستان، ۱۳۸۱.
۳- دهش، مسعود، حکایتی باقی، شرح احوال، آثار و آراء عرفانی شیخ عبدالله دهش کرمانی، همراه با سیری در تصوف کرمان از قاجاریه تا معاصر، کرمان: مرکز کرمان‌شناسی، ۱۳۸۷.
۴- تقسیمات کشوری سال ۱۳۹۷، درگاه ملی آمار ایران، ۳۰ مهر ۱۳۹۸.
۵- روزنامه بیداری، ۲۳ مهر ۱۳۸۲، شماره ۳۲۰.
۶- سالنامه مقامات کشور ایران، تهران: شماره ۳۱، ۲۵۳۵ شاهنشاهی.
۷- همان.